# کوه پیتی
کوه پیتی (به اسپانیایی: P'iti) یک کوه در پرو است که در Peru, Lima Region واقع شده‌است. کوه پیتی ۵٬۱۱۷ متر بالاتر از سطح دریا واقع شده‌است.